# Station Rudziniec Gliwicki
Station Rudziniec Gliwicki is een spoorwegstation in de Poolse plaats Rudziniec.